# Călin-Ionel Dobra
Călin-Ionel Dobra (n. 6 iunie 1978, Lugoj, Republica Socialistă România, România) este un politician român, de profesie cadru didactic, și îndeplinește funcția de președinte al Consiliului Județean Timiș. Ales deputat în 2016 din postura de consilier județean din Județul Timiș, mandatul lui Călin Dobra a fost validat și a depus jurământul, dar a demisionat după doar câteva zile pentru a rămâne consilier județean. Câteva zile mai târziu, a fost ales președinte al Consiliului Județean Timiș în urma demisiei lui Sorin Grindeanu din această funcție pentru a fi numit ca prim-ministru al României.. Călin Dobra a mai deținut în cariera politică și funcțiile de subprefect al Județului Timiș și vicepreședinte al Consilului Județean Timiș.

## Biografie și educație
Călin Dobra a absolvit în anul 1996 Liceul Teoretic „Coriolan Brediceanu” Lugoj, profilul matematică-fizică. Apoi, a urmat cursurile Universității „Avram Iancu” din Cluj – Napoca, unde a absolvit, în anul 2000, Facultatea de Educație Fizică și Sport. 
În anul 2005 urmează cursurile Universității „Mihai Eminescu” din Timișoara, unde obține o diplomă de licență în Economia Comerțului, Turismului și Serviciilor. 
În paralel, își completează studiile cu o diplomă de master în Management în sport la Universitatea de Vest din Timișoara. 
În anul 2007 a urmat cursuri de specializare în Management politic la Institutul Social - Democrat „O. Șincai” București. 
În anul 2009 a absolvit un curs de formare și dezvoltare personală în cadrul Institutului Național de Administrație. 
În 2009 își continuă studiile universitare de masterat în domeniul Administrarea Afacerilor în Comerț și Turism la Universitatea „Mihai Eminescu” din Timișoara.
Călin Dobra a absolvit în anul 2015 un program postuniversitar în domeniul securității și apărării naționale la Institutul Diplomatic Român  și la Universitatea Națională de Apărare „Carol I” București.
În anul 2015 își definitivează studiile cu un titlu de Doctor în Management Agricol la Universitatea de Științe Agricole și Medicină Veterinară a Banatului din Timișoara. 

## Cariera politică
Intră în politică la vârsta de 22 de ani și devine în anul 2000 membru al Partidului Social Democrat. Călin Dobra deține în perioada 2005 – 2010 funcțiile de președinte al Tineretului Social Democrat Lugoj și prim-vicepreședinte al TSD Timiș. Între 2010 și 2015 Călin Dobra este ales ca vicepreședinte al PSD Lugoj și PSD Timiș, membru în Biroul Executiv Județean al PSD Timiș. În anul 2015 a devenit președinte executiv PSD Timiș, funcție pe care o deține până în ianuarie 2018, când a devenit președinte interimar al PSD Timiș.
La alegerile din 2008 Călin Dobra candidează și este ales consilier local în municipiul Lugoj, dar demisionează în anul 2009 când își face debutul în administrația județeană ca subprefect al Județului Timiș. La alegerile din 2012 devine consilier județean pe lista USL și este ales vicepreședinte al Consiliului Județean Timiș. După alegerile locale din 2016 este ales pentru un nou mandat de consilier județean, după o campanie electorală pe care o coordonează la nivelul Județului Timiș. La alegerile parlamentare din decembrie 2016 Călin Dobra candidează pentru un loc în Camera Deputaților, fiind primul pe lista propusă de PSD Timiș, și obține un mandat de deputat la care însă renunță în ianuarie 2017 pentru a deveni președinte al Consiliului Județean Timiș, în urma numirii lui Sorin Grindeanu în funcția de prim-ministru al României.
Subprefect al Județului Timiș (2009)
În această funcție a asigurat secretariatul Comisiei județene pentru stabilirea dreptului de proprietate privată asupra terenurilor și conducerea operativă a Instituției Prefectului. A avut un rol important în procesul de îmbunătățire a activității desfășurate de serviciile publice comunitare pentru eliberarea și evidența pașapoartelor simple și de serviciile publice comunitare regim permise de conducere și înmatriculare a vehiculelor.
Vicepreședinte al Consiliului Județean Timiș (2012-2016)
În mandatul de patru ani ca vicepreședinte al Consiliului Județean Timiș Călin Dobra a coordonat activitățile de investiții și achiziții publice, activitățile de management de proiect aferente proiectele cofinanțate din surse externe (Uniunea Europeană, Banca Mondială) și surse interne (Guvernul României, C.J. Timiș). A avut în responsabilitate coordonarea activității Asociației de Dezvoltare Intercomunitară de Deșeuri Timiș, prin intermediul căreia a fost implementat în Județul Timiș un proiect european de 50 de milioane de euro pentru construirea unui deponeu ecologic la Ghizela, realizarea stațiilor de transfer și stabilirea zonelor de colectare a deșeurilor . Călin Dobra a acordat o atenție deosebită turismului din Timiș și a înființat Asociația pentru Promovarea și Dezvoltarea Turismului în Timiș. 
Deputat
La alegerile parlamentare din decembrie 2016 Călin Dobra candidează pentru un loc în Camera Deputaților, fiind primul pe lista propusă de PSD Timiș, și obține un loc de deputat, funcție la care însă renunță în ianuarie 2017 pentru a deveni președinte al Consiliului Județean Timiș, în urma numirii lui Sorin Grindeanu în funcția de prim-ministru al României.
Președinte al Consiliului Județean Timiș
În 2017 Călin Dobra stabilește strategia Județului Timiș pentru următorii ani, cu accent pe domeniul sănătății, culturii și modernizarea infrastructurii rutiere. În mandatul său Județul Timiș primește finanțări de peste 700 de milioane de lei prin Programul Național de Dezvoltare Locală Arhivat în 20 iulie 2018, la Wayback Machine. pentru proiecte destinate îmbunătățirii infrastructurii din mediul rural (alimentare cu apă, canalizare, stații de epurare, școli, grădinițe, creșe)  și 10 proiecte de modernizare a drumurilor județene . 
Călin Dobra a fost ales în mai 2017 vicepreședinte al Uniunii Naționale a Consiliilor Județene din România.
Călin Dobra a inițiat proiectul de construire a unei noi maternități în Județul Timiș, proiect care a obținut finanțare europeană, 12 milioane de euro, prin Programul Transfrontalier România – Ungaria. 